# Коразія

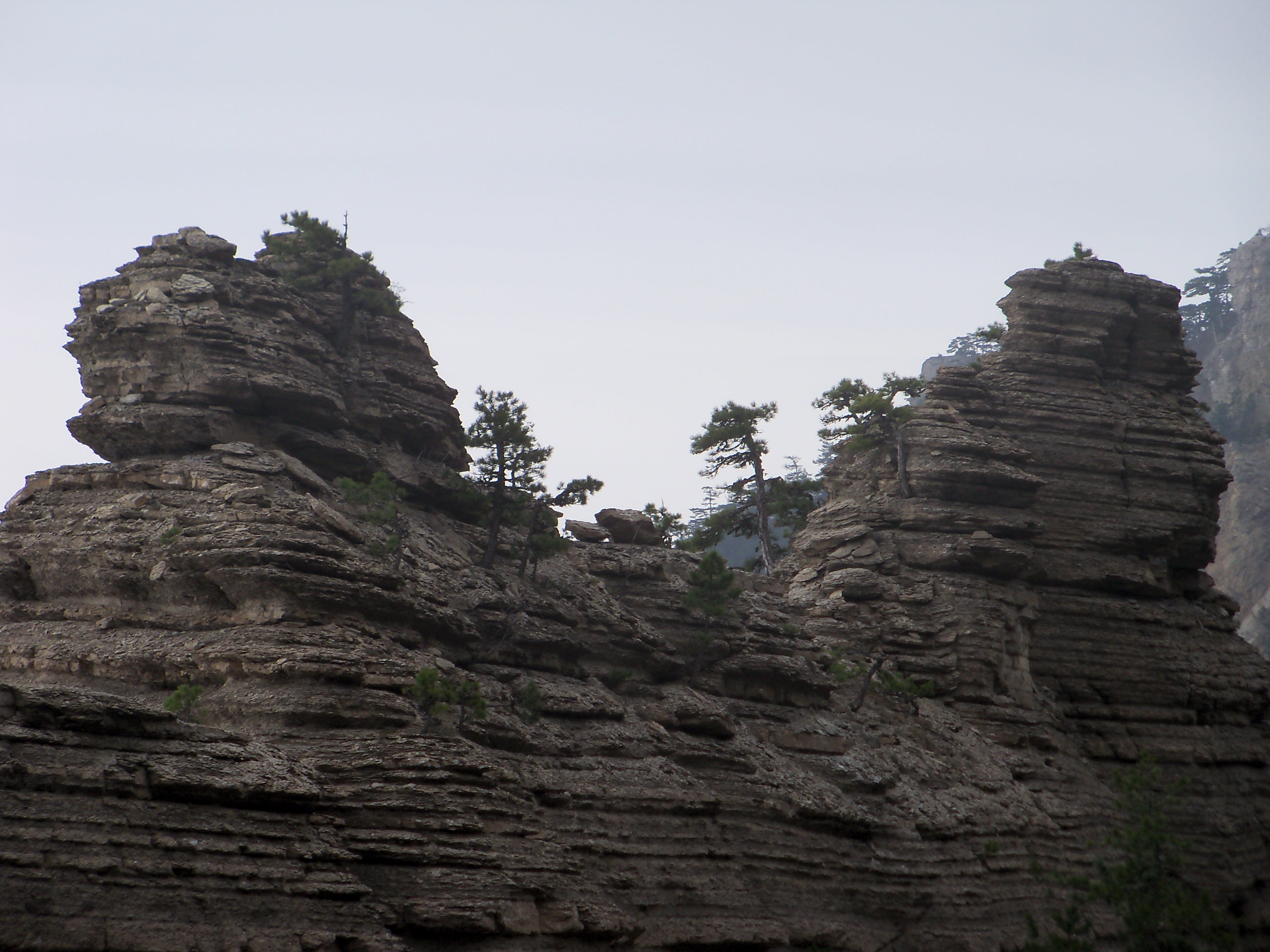
Результат коразії. Скелі Таракташ, Кримські гори. Ай-Петринська яйла.

Кора́зія (рос. корразия, англ. corrasion, нім. Korrasion, Windabschleifung f, Ausnagung f) —
1. Процес руйнування гірських порід уламковим матеріалом, що його переносить вода, лід, вітер тощо.
2. Синонім ерозії в англійській літературі.